# Rafflesia
Pour le Pokémon homonyme, voir Rafflesia.
Genre
Classification APG III (2009)
Rafflesia, les Rafflésies, est un genre de plantes à fleurs de la famille des Rafflesiaceae. Elles parasitent les Tetrastigma des régions tropicales. Elles se retrouvent dans la péninsule Malaise, à Bornéo, Sumatra, en Thaïlande, en Malaisie péninsulaire et aux Philippines.

## Description
Rafflesia ne possède ni tige, ni feuille, ni racine, mais une fleur actinomorphe à cinq pétales. Sur la face inférieure de la plante se trouvent les étamines et les stigmates. À la base de la fleur, il y a 23 bractées. Les lobes du périanthe s'ouvrent pour laisser apparaître une fleur qui est environ trois fois plus large que le bourgeon maximum. Ainsi, un bourgeon de 15 cm s'ouvrirait en une fleur d’environ 45 cm de diamètre.
C'est la fleur simple la plus grande du monde végétal. Chez certaines espèces comme Rafflesia arnoldii elle peut atteindre un mètre de diamètre et peser jusqu'à 10 kg. Chez des espèces plus petites comme Rafflesia manillana, la fleur présente un diamètre de 20 cm.
La Rafflesia ne possède pas de chlorophylle et est incapable de photosynthèse. Elle dépend donc totalement de la plante grimpante de la famille des vignes tetrastigma qu'elle parasite : c'est un holoparasite. Lors de son cycle de développement, elle vit à l'intérieur de son hôte sous forme de filaments. Ce n'est qu'au cours de sa floraison qu'elle est visible extérieurement. Son mode de vie est ainsi comparable à celui d'un champignon.
La Rafflésie a été découverte en 1818 dans une forêt tropicale d'Indonésie par le botaniste Joseph Arnold et nommée par Sir Thomas Stamford Raffles, le chef de l'expédition.

## Reproduction

### Appareil reproducteur
Chez les rafflésies (Rafflesia), chaque anthère est partagée en petits sacs avec jusqu’à 60 sacs par anthère. Chaque sac produit son propre pollen mais celui-ci est quand même libéré par un seul pore au sommet, vers lequel tous les sacs convergent. En l'absence de carpelles, Rafflesia n'a pas de pistil et donc pas d'ovaire au sens d'angiosperme. Sans ovaire, la fleur ne développe pas de fruit. L'absence de carpelles a été confirmée en 2014 par Nikolov et al. qui ont déclaré, après avoir détaillé l’étude de l'initiation du méristème floral, « les Rafflesiaceae ont développé une forme alternative de développement du gynécée qui n'a pas d'équivalent dans les autres angiospermes » (Nikolov et al. 2014).

### Pollinisation
La pollinisation est assurée par des mouches attirées par une odeur de viande en décomposition dégagée par la fleur, ce qui en fait une « fleur cadavre ». Banziger (1991) a décrit comment une mouche visitant le dessous du rebord d'une fleur mâle, frôlerait les étamines et viendrait avec une tache de pollen sur le dos. Ensuite, il visite le bord de la fleur femelle, le pollen serait brossé sur la surface stigmatique. La couleur et la texture de la fleur marron brun ou rouge viande renforcent l’illusion de cadavre en décomposition.

## Génétique

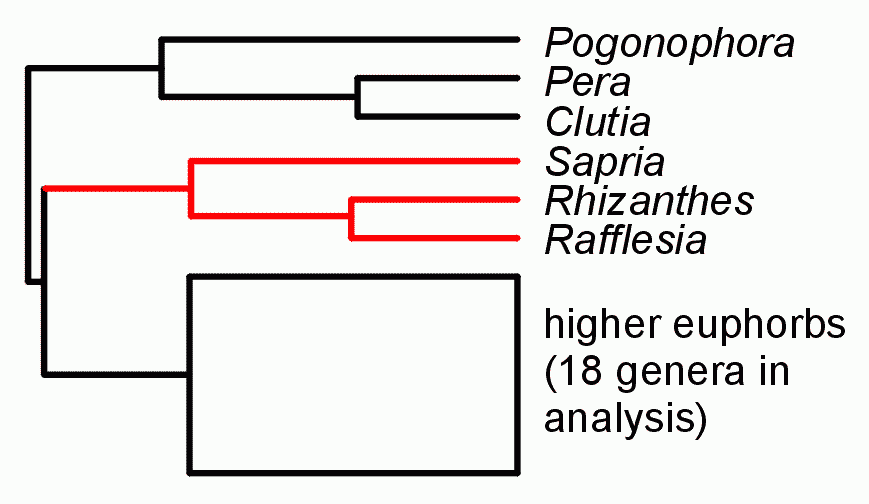
Nouvelle hypothèse : Rafflesiaceae provenant des Euphorbiaceae. Rafflesiaceae en rouge, en noir Euphorbiaceae (redessiné de Davis, 2007)

Bien qu'elle soit classée, dans une famille spécifique dite des Rafflesiaceae, des études récentes portant sur 11 500 paires de bases du génome de la plante la rapprochent des Euphorbiaceae desquelles elle se serait différenciée il y a 46 millions d'années. Les différences avec les autres Angiospermes s’avèrent telles que l’on a du mal à les classer dans l’arbre de parentés.
La phylogénie moléculaire de ce genre (apparu il y a environ 12 millions d'années) laisse penser qu'il détient le record connu de la vitesse d'évolution du diamètre des fleurs. Leur taille serait restée stable (27 à 37 cm) durant 10 millions d'années, avant de fortement grandir lorsque les espèces de ce genre ont divergé. Le record serait détenu par Rafflesia kerii dont la fleur aurait gagné 90 cm en un million d'années. De plus une partie importante du génome mitochondrial de cette plante semble provenir de transferts de la part de virus ou bactéries l'ayant infecté,.
De récentes études de l'ADN mitochondrial ont montré que la rafflesia est apparentée à l'ordre des Malpighiales, auquel appartiennent notamment les violettes.
Chez Rafflesia cantleyi a été mis en évidence un phénomène de transfert horizontal de gènes de la liane parasitée vers la rafflésie.

## Pression, menaces
Rafflesia magnifica fait partie des 12 000 espèces de plantes inscrites en liste rouge des plantes menacées. La déforestation  et la collecte sauvage sont les deux principaux facteurs de leur disparition. Naturellement, le taux de perte des bourgeons est important et certaines espèces ne se trouvent que sur de très petites localités.

## Espèces

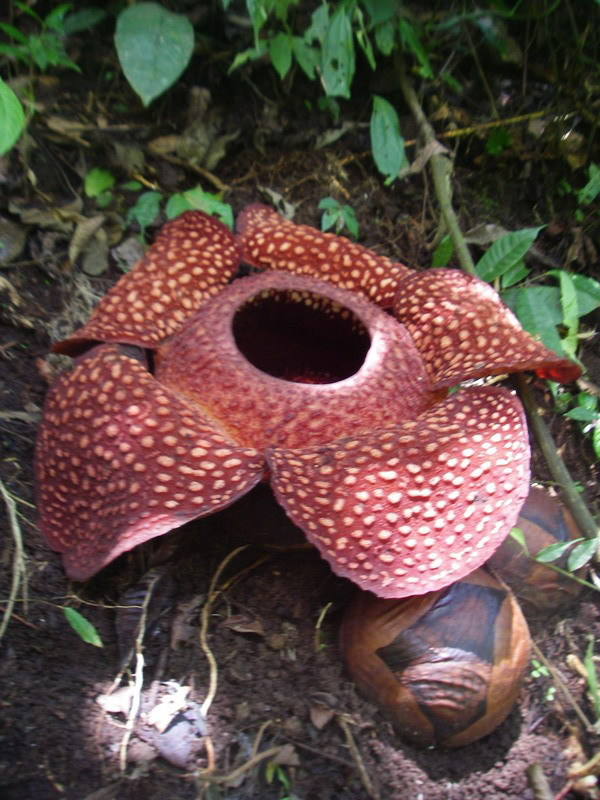
Rafflesia arnoldii, fleurs épanouies et en bouton

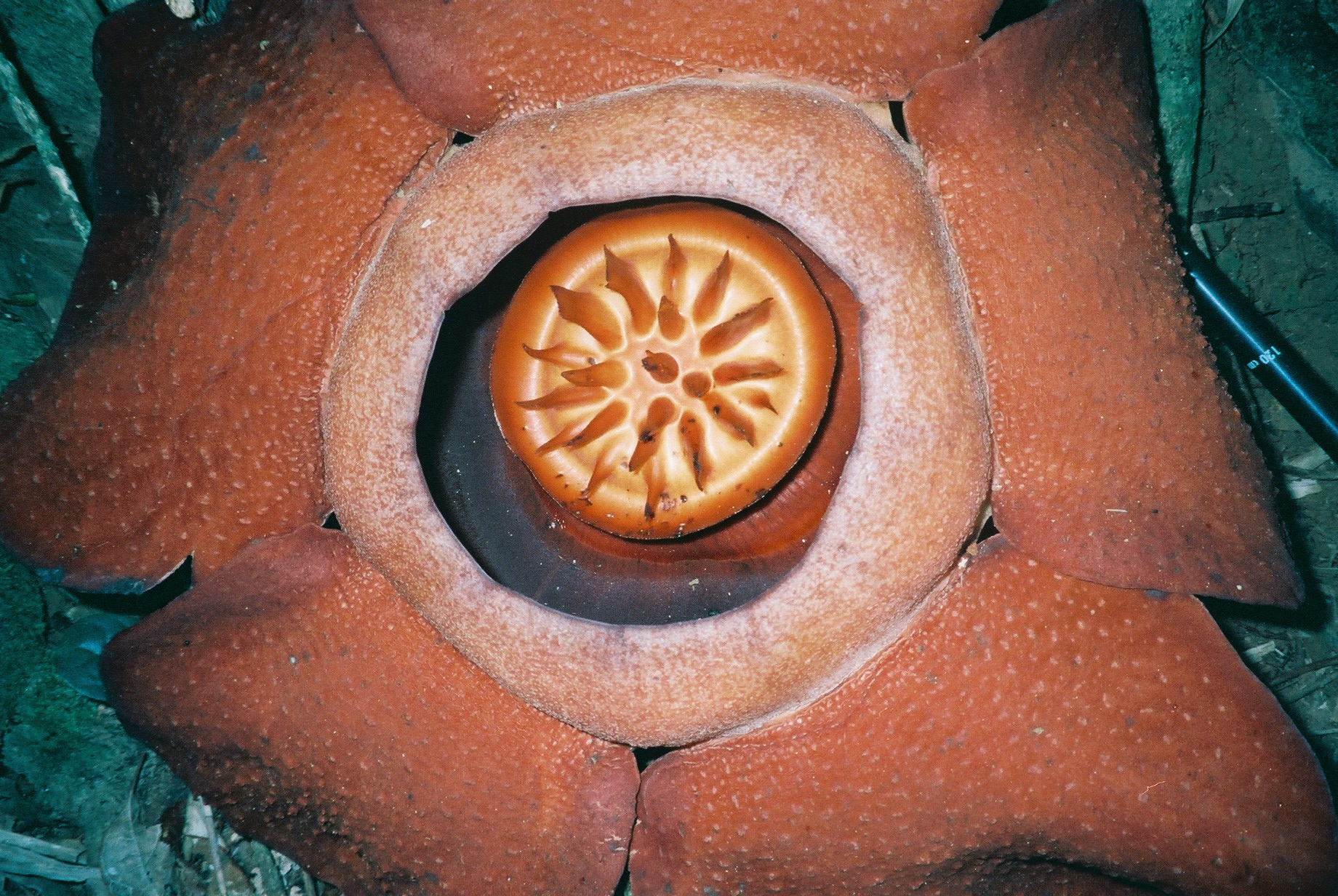
Fleur de R. kerrii

Le genre renferme 28 espèces et certaines d’entre elles donnent aussi de très grosses fleurs, telle Rafflesia keithii de Bornéo qui atteint parfois le mètre.
- Rafflesia arnoldii
- Rafflesia aurantia
- Rafflesia azlanii
- Rafflesia baletei
- Rafflesia bengkuluensis
- Rafflesia cantleyi
- Rafflesia consueloae
- Rafflesia gadutensis
- Rafflesia hasseltii
- Rafflesia keithii
- Rafflesia kemumu
- Rafflesia kerrii
- Rafflesia lawangensis
- Rafflesia leonardi
- Rafflesia lobata
- Rafflesia magnifica
- Rafflesia manillana
- Rafflesia micropylora
- Rafflesia meijeri
- Rafflesia mixta

- Rafflesia pricei
- Rafflesia patma
- Rafflesia philippensis
- Rafflesia rochussenii
- Rafflesia schadenbergiana
- Rafflesia speciosa
- Rafflesia tengku-adlinii
- Rafflesia tuan-mudae
- Rafflesia verrucosa
- Rafflesia zollingeriana

Espèces non vérifiées
- Rafflesia borneensis
- Rafflesia ciliata
- Rafflesia titan
- Rafflesia witkampii

## Utilisation
Les jeunes boutons floraux et fleurs sauvages de Rafflesia hasseltii Suringar, Rafflesia keithii Meijer et Rafflesia cantleyi Solms-Laubach sont utilisés comme ethnomédecine traditionnelle locale (Malaisie et Indonésie) comme agents cicatrisants, mais actuellement aucune recherche officielle publiée n'existe pour valider cette propriété.

## Culture
La fleur de Raflesia est emblématique de la province de Bengkulu en Indonésie, et l'une des trois rares fleurs nationales d'Indonésie, avec le puspa bangsa (jasmin blanc ou Jasminum sambac) et le puspa pesona (orchidée lunaire ou Phalaenopsis amabilis), conformément au décret présidentiel n° 4 de 1993 concernant les fleurs et les animaux nationaux.

### Dans la culture populaire
La rafflésie est popularisée par le jeu Pokémon en servant de modèle au Pokémon Rafflesia (deuxième évolution de Mystherbe).
On peut également retrouver la rafflésie sous le nom de Rafflesia dans le jeu Animal Crossing. Cette fleur apparaît lorsque la ville est envahie par les mauvaises herbes.
Une espèce de rafflésie est également mentionnée dans la série Mutant X (saison 1, épisode 10).
Dans l’épisode 9 de la troisième saison de la série « Drop Dead Diva » , les avocats défendent une botaniste qui risque de perdre son spécimen de Rafflésie.